# Галапагос (Гвадалахара)
Галапагос (ісп. Galápagos) — муніципалітет в Іспанії, у складі автономної спільноти Кастилія-Ла-Манча, у провінції Гвадалахара. Населення — 2108 осіб (2010).
Муніципалітет розташований на відстані близько 43 км на північний схід від Мадрида, 15 км на північний захід від Гвадалахари.
На території муніципалітету розташовані такі населені пункти: (дані про населення за 2010 рік)
- Галапагос: 1362 особи
- Ресіденсіаль-Монтелар: 697 осіб
- Лас-Мерінас: 49 осіб

## Демографія
Динаміка населення (INE ):

## Галерея зображень

Розташування муніципалітету у провінції Гвадалахара